# Campeonato abierto de ajedrez de Canadá
El Campeonato Abierto de Canadá se disputó por primera vez en 1956 y se celebra anualmente desde 1973, normalmente a mediados de verano. Está organizado por la Federación de Ajedrez de Canadá.
Entre 1956 y 1970 fue organizado cada dos años. El torneo rotaba de ciudad y ha sido celebrado en siete de las diez provincias de Canadá durante sus 51 años de historia. El formato normalmente ha sido un Sistema suizo con 9 o 10 rondas, normalmente en un periodo de nueve días. Está abierto a todos los jugadores que quieran participar, desde Grandes Maestros a principiantes.
La lista de ganadores del campeonato incluye a algunos de los mejores jugadores del mundo, incluyendo a los Grandes Maestros Borís Spaski (en 1971, cuando era Campeón del mundo de ajedrez), Bent Larsen, Alekséi Shírov, Vasili Ivanchuk, Viktor Bologan, Artur Yusúpov, Bu Xiangzhi, Aleksandr Moiseyenko, Kevin Spraggett, Ljubomir Ljubojević, Larry Evans, Pal Benko, William Lombardy, Gyula Sax, Ígor Vasílievich Ivánov, Walter Browne, Tony Miles, Larry Christiansen, Joel Benjamin, Eduardas Rozentalis, Vladímir Tukmakov, Jonathan Rowson y muchas otras estrellas del ajedrez mundial.
El primer torneo celebrado en Montreal (1956) fue sobresaliente por la presencia del jugador de 13 años Bobby Fischer, el futuro Campeón del mundo de ajedrez, que empató por las plazas 8ª-12.ª. En Montreal (1974) se vio la mayor concurrencia hasta la fecha con 648 jugadores. En Ottawa (2007) se estableció un récord con la participación de 22 Grandes maestros. El Gran Maestro canadiense Kevin Spraggett tiene el récord de victorias con ocho (en solitario o compartido). Laszlo Witt hizo el único torneo perfecto (9-0) en Ottawa (1962). Mark Bluvshtein fue el campeón más joven, con 17 años de edad en Edmonton en 2005. Daniel Yanofsky fue el campeón más viejo, a la edad de 54, en Edmonton en 1979. Toronto (y región) ha albergado el mayor número de torneos con ocho (pero no ha celebrado ninguno desde 1995), seguido por Ottawa con seis.

## Palmarés
| Edición | Año     | Sede                  | Campeón                                                                                      |
| ------- | ------- | --------------------- | -------------------------------------------------------------------------------------------- |
| I       | 1956    | Montreal              | Larry Evans & William Lombardy                                                               |
| II      | 1958    | Winnipeg              | Elod Macskasy                                                                                |
| III     | 1960    | Kitchener             | Anthony Saidy                                                                                |
| IV      | 1962    | Ottawa                | Laszlo Witt                                                                                  |
| V       | 1964    | Toronto               | Pal Benko                                                                                    |
| VI      | 1966    | Kingston              | Larry Evans                                                                                  |
| VII     | 1968    | Toronto               | Bent Larsen                                                                                  |
| VIII    | 1970    | San Juan de Terranova | Bent Larsen                                                                                  |
| IX      | 1971    | Vancouver             | Borís Spaski & Hans Ree                                                                      |
| X       | 1973    | Ottawa                | Duncan Suttles                                                                               |
| XI      | 1974    | Montreal              | Ljubomir Ljubojević                                                                          |
| XII     | 1975    | Calgary               | Leonid Shamkovich                                                                            |
| XIII    | 1976    | Toronto               | Nick de Firmian & Lawrence Day                                                               |
| XIV     | 1977    | Fredericton           | Jan Green-Krotki                                                                             |
| XV      | 1978    | Hamilton              | Gyula Sax                                                                                    |
| XVI     | 1979    | Edmonton              | Daniel Yanofsky                                                                              |
| XVII    | 1980    | Ottawa                | Lawrence Day                                                                                 |
| XVIII   | 1981    | Beauport              | Ljubomir Ljubojević                                                                          |
| XIX     | 1982    | Vancouver             | Gordon Taylor                                                                                |
| XX      | 1983    | Toronto               | Kevin Spraggett & Bozidar Ivanović                                                           |
| XXI     | 1984    | Ottawa                | Ígor Vasílievich Ivánov & Dave Ross & Brett Campbell & Denis Allan                           |
| XXII    | 1985    | Edmonton              | Ígor Vasílievich Ivánov & Brian Hartman                                                      |
| XXIII   | 1986    | Winnipeg              | Artur Yusúpov & Viktor Kupreichik                                                            |
| XXIV    | 1987    | Toronto               | Kevin Spraggett                                                                              |
| XXV     | 1988    | Toronto               | Lawrence Day                                                                                 |
| XXVI    | 1989    | Edmonton              | Vladímir Tukmakov                                                                            |
| XXVII   | 1990    | Edmundston            | Georgi Timoshenko                                                                            |
| XXVIII  | 1991    | Windsor               | Walter Browne                                                                                |
| XXIX    | 1992    | Toronto               | Alexei Barsov & Bryon Nickoloff                                                              |
| XXX     | 1993    | London                | Kevin Spraggett                                                                              |
| XXXI    | 1994    | Winnipeg              | Vladímir Tukmakov                                                                            |
| XXXII   | 1995    | Toronto               | Kevin Spraggett & Eduardas Rozentalis & Deen Hergott & Bryon Nickoloff & Ron Livshits        |
| XXXIII  | 1996    | Calgary               | Kevin Spraggett                                                                              |
| XXXIV   | 1997    | Winnipeg              | Julian Hodgson                                                                               |
| XXXV    | 1998    | Ottawa                | Kevin Spraggett & Dimitri Tyomkin & Michael Oratovsky & Evgeny Prokopchuk                    |
| XXXVI   | 1999    | Vancouver             | Kevin Spraggett & Georgi Orlov                                                               |
| XXXVII  | 2000    | Edmonton              | Joel Benjamin & Kevin Spraggett & Jonathan Rowson                                            |
| XXXVIII | 2001    | Sackville             | Tony Miles & Larry Christiansen                                                              |
| XXXIX   | 2002    | Montreal              | Pascal Charbonneau & Jean Hebert & Jean-Marc Degraeve                                        |
| XL      | 2003    | Kapuskasing           | Aleksandr Moiseyenko                                                                         |
| XLI     | 2004    | Kapuskasing           | Aleksandr Moiseyenko & Dimitri Tyomkin                                                       |
| XLII    | 2005    | Edmonton              | Vasili Ivanchuk & Alexéi Shírov & Viktor Bologan & Mark Bluvshtein & Saptarshi Roy Chowdhury |
| XLIII   | 2006    | Kitchener             | Walter Arencibia Rodríguez & Abhijit Kunte                                                   |
| XLIV    | 2007    | Ottawa                | Bu Xiangzhi                                                                                  |
| XLV     | 2008    | Montreal              | Alexander Moiseenko & Victor Mikhalevski & Eduardas Rozentalis & Matthieu Cornette           |
| XLVI    | 2009    | Edmonton              | Mark Bluvshtein & Edward Porper                                                              |
| XLVII   | 2010    | Toronto               | Luke McShane                                                                                 |
| XLVIII  | 2011    | Toronto               | Walter Arencibia Rodríguez & Joel Benjamin & Dejan Bojkov                                    |
| XLIX    | 2012    | Victoria              | Eric Hansen                                                                                  |
| L       | 2013    | Ottawa                | Nigel Short & Eric Hansen                                                                    |
| LI      | 2014[1] | Montreal              | Sergei Tiviakov (desempate Armagedón, por delante de Robin van Kampen y Ehsan Ghaem-Maghami) |
| LII     | 2016    | Windsor               | Gergely Antal                                                                                |
| LIII    | 2017    | Sault Ste. Marie      | Razvan Preotu & Aman Hambleton                                                               |
| LIV     | 2018    | Quebec City           | Bitan Banerjee (desempate, por delante de Raymond Kaufman)                                   |
| LV      | 2019    | Regina                | Alexander Cherniaev                                                                          |
| LVI     | 2022    | Hamilton              | Nikolay Noritsyn & Shawn Rodrigue-Lemieux                                                    |
| LVII    | 2023    | Calgary               | Alexei Shirov                                                                                |
| LVIII   | 2024    | Laval                 | Jorden van Foreest                                                                           |